# Wanda Leopold
Wanda Jadwiga Leopold (ur. 13 października 1920 w Warszawie, zm. 8 października 1977 w Gdańsku) – polska polonistka, krytyk literacki, socjolog kultury, afrykanistka, doktor nauk społecznych, porucznik AK, działaczka opozycji demokratycznej.

## Życiorys
Córka Jerzego Iwanowskiego (ministra i senatora II RP) i Kazimiery z Ziemięckich. W 1938 ukończyła Gimnazjum Jawurkówny i Kowalczykówny (tzw. Szkoła na Wiejskiej). W latach 1938–1939 studiowała prawo na Uniwersytecie Warszawskim. W czasie studiów działała w Związku Polskiej Młodzieży Demokratycznej, gdzie poznała swego późniejszego męża, Stanisława Leopolda. Pracowała społecznie w redakcji pisma ZPMD „Przemiany”, pisywała artykuły również do „Czerwonych Tarcz” (pismo ZPMD dla młodzieży szkół średnich). W czasie wojny rozpoczęła studia na Wydziale Polonistyki tajnego Uniwersytetu Warszawskiego (1940–1944). Zaprzyjaźniła się wtedy z Tadeuszem Borowskim.
Od początku okupacji działała w założonej przez Stanisława Leopolda organizacji PET (1939–1943), a w jego ramach w Organizacji Małego Sabotażu „Wawer” jako kierowniczka jednej z grup dziewczęcych Okręgu Południe (Mokotów) i grupy w Leśnej Podkowie. Wiosną 1940 wzięła ślub ze Stanisławem Leopoldem, w 1943 urodziła córkę Joannę (zm. 1945). Od 1943 działała w Armii Krajowej (ps. „Wanda”), była kolporterką i łączniczką wyjazdową na cały kraj w VI Oddziale KG AK (Biuro Informacji i Propagandy, kolportaż krajowy).
W powstaniu warszawskim walczyła w Śródmieściu również jako kolporterka i łączniczka VI Oddziału KG AK. 25 sierpnia 1944 na Starówce zginął jej mąż, dowodzący 1. kompanią batalionu „Parasol”. Po wojnie podjęła pracę w Instytucie Zachodnim w Toruniu. Po śmierci córki wróciła do Warszawy. W 1946 ukończyła studia polonistyczne na UW pod kierunkiem prof. Juliana Krzyżanowskiego i rozpoczęła asystenturę na polonistyce na Uniwersytecie Wrocławskim (1946–1948).
Po powrocie do Warszawy pracowała w Instytucie Badań Literackich PAN (1948–1952). Zaczęła publikować jako krytyk literacki w „Kuźnicy” i „Nowej Kulturze”, pisała też słuchowiska dla dzieci. W redakcji „Kuźnicy” poznała malarza Kajetana Sosnowskiego, z którym pozostawała w związku do końca życia. W 1953 wstąpiła do Związku Literatów Polskich.
W latach 1960–1964 była kierowniczką Redakcji Polskiej Literatury Współczesnej w wydawnictwie PIW. Od 1964 do emerytury w 1976 pracowała w Pracowni Zagadnień Społecznych i Kulturalnych Afryki Współczesnej PAN, gdzie w 1968 obroniła pracę doktorską „Społeczno-kulturalne przeobrażenia Afryki Współczesnej w świetle narodzin i rozwoju powieściopisarstwa Nigerii” pod kierunkiem prof. dra hab. Józefa Chałasińskiego. W tym okresie opracowała antologie współczesnej poezji afrykańskiej oraz afrykańskiej epiki, tłumaczyła i propagowała też utwory afrykańskich twórców.
Napisała około 130 opublikowanych w prasie literackiej, socjologicznej i afrykanistycznej artykułów, recenzji i wspomnień. W lutym 1968 brała udział w przygotowaniu nadzwyczajnego zebrania Oddziału Warszawskiego Związku Literatów Polskich w sprawie protestu przeciwko zdjęciu przez cenzurę granego w warszawskim Teatrze Narodowym przedstawienia „Dziadów” w reżyserii Kazimierza Dejmka. Od tego czasu była inwigilowana przez Służbę Bezpieczeństwa. W styczniu 1976 roku podpisała list protestacyjny do Komisji Nadzwyczajnej Sejmu PRL przeciwko zmianom w Konstytucji Polskiej Rzeczypospolitej Ludowej. W 1976 napisała list do Sejmu w sprawie powołania komisji do wyjaśnienia zajść z Radomia i Ursusa, rozpoczęła też współpracę z Komitetem Obrony Robotników.
Zmarła w październiku 1977 po wypadku samochodowym pod Starogardem Gdańskim.

## Życie prywatne
Jej stryjami byli: Wacław Iwanowski – białoruski społecznik i polityk, Tadeusz Iwanowski (Tadas Ivanauskas) – profesor biologii Uniwersytetu Kowieńskiego oraz wileński adwokat Stanisław Iwanowski. Jej wujem był Bronisław Ziemięcki – przedwojenny minister i prezydent Łodzi.
Miała dzieci: Joannę (ur. 1943, zm. 1945) ze Stanisławem Leopoldem oraz Honoratę – matematyczkę i profesor nauk ekonomicznych (ur. 1950) i Marcina – aktora, reżysera i poetę (ur. 1952) z Kajetanem Sosnowskim.

## Publikacje
- Wanda Leopold, Maria Konopnicka, Warszawa: Wiedza Powszechna, 1954 (Wyd. 2. popr. i uzup. 1956).
- Wspomnienia w: Z dziejów podziemnego Uniwersytetu Warszawskiego, wspominają Tadeusz Kotarbiński [et. al.] Warszawa, Iskry, 1961.
- Wanda Leopold, O literaturze Czarnej Afryki. – Warszawa : Państwowy Instytut Wydawniczy, 1973.
- Myślę, że jestem... : o Stanisławie Jerzym Lecu / oprac. Wanda Leopold. – Kraków : Wydaw. Literackie, 1974.
- „Wspomnienie o nieznajomej” w: Wspomnienia o Zofii Nałkowskiej / [Wacław Barcikowski et al.]. – Warszawa : Czytelnik, 1965.
- Antologia poezji afrykańskiej / oprac. Wanda Leopold, Zbigniew Stolarek; wprowadzenie Zbigniew Stolarek; [tł. Mikołaj Bieszczadowski et al.; noty biograficzne Wanda Leopold]. – Warszawa : Ludowa Spółdzielnia Wydawnicza, 1974.
- Eposy czarnej Afryki / wybór, wstęp i przypisy Wanda Leopold; przekł. tekstów: Ewa Fiszer, Zbigniew Stolarek. – Warszawa: Ludowa Spółdzielnia Wydawnicza,  1977.
- Wspomnienia w: W kręgu Bolesława Srockiego. Ludzie „Petu”. Relacje - wspomnienia - polemiki. – Gdańsk : Muzeum II Wojny Światowej, 2016.